# Кларк, Фредерик
Сэр Фредерик Джозеф Кларк (англ. Sir Frederick Joseph Clarke 21 мая 1912 года, Кастри, колония Наветренные острова, Великобритания — 26 октября 1980) — губернатор Сент-Люсии (1967—1973).

## Биография
Окончил колледж Святой Марии в Сент-Люсии и гимназию Сент-Винсента; затем Школу медицины в Эдинбурге (Шотландия), являлся лиценциатом Королевского колледжа Эдинбурга и Глазго (LRCP E & G).
В 1946 году вернулся в Сент-Люсию, работал в Суфрье районным санитарным врачом. Затем занимал пост Главного санитарного врача (Chief Medical Officer). В 1950-х годах закончил несколько курсов по профилактике и лечению туберкулёза и проказы, писал статьи для Университета Вест-Индии. В ноябре 1963 года ушел с государственной службы.
В 1960-х годах выступил одним из основателей Объединённой рабочей партии.
- 1964—1967 гг. — спикер Палаты собрания
- 1967—1973 гг. — губернатор Сент-Люсии.

В 1968 году королевой Елизаветой II был возведён в рыцарское достоинство, а в следующем году стал кавалером ордена Святого Иоанна.
В 1973 году покинул пост губернатора и вернулся к частной практике.
Также внёс значимый вклад в развитие крикета и бриджа: являлся капитаном команды Сент-Люсия по крикету и членом совета Наветренных островов совета по данному виду спорта, одновременно и представлял страну на нескольких турнирах по бриджу и ему приписывают введение в Сент-Люсии практики игры в «двойной бридж».